# タル (リー・モーガンのアルバム)
『タル』（Taru）は、アメリカ合衆国のジャズ・トランペット奏者、リー・モーガンが1968年2月15日に録音したスタジオ・アルバムだが、発売は1980年まで持ち越された。オリジナルLPは、ブルーノート・レコードの未発表音源集のシリーズ「Blue Note Classic LT」の一つとして発売され、カタログ番号は「LT-1031」である。

## 解説
モーガンのリーダー・アルバムとしては唯一、ジョージ・ベンソンがギタリストとして参加しており、ベンソンは当時、ハンク・モブレーやラリー・ヤングのブルーノート録音でもサイドマンとして参加した。
スコット・ヤナウはオールミュージックにおいて5点満点中4点を付け「ハード・バップのスタイリストが、よりモーダルな音楽、更にはフュージョンを予見していたかのような方向性へ移行していた頃に作られたアルバム」と評している。また、Jim Santellaは2000年、All About Jazzにおいて「2曲は力強い正統派ハード・バップのアレンジ、2曲は落ち着いた優しいバラード、そして残りの2曲はゴスペル色が際立っている」と評している。

## 収録曲
特記なき楽曲はリー・モーガン作曲。
1. アヴォッチャ・ワン - "Avotcja One" (John Hicks) - 6:44
2. ヘッシェン - "Haeschen" - 6:13
3. ディー・ロード - "Dee Lawd" - 5:54
4. ゲット・ユアセルフ・トゥゲザー - "Get Yourself Together" - 6:25
5. タル - "Taru, What's Wrong with You?" (Cal Massey) - 5:19
6. デュレム - "Durem" - 7:28

## 参加ミュージシャン
- リー・モーガン - トランペット
- ベニー・モウピン - テナー・サクソフォーン
- ジョージ・ベンソン - ギター
- ジョン・ヒックス（英語版） - ピアノ
- レジー・ワークマン - ベース
- ビリー・ヒギンス - ドラムス